# Потороча, Валерий Валерьевич
Валерий Валерьевич Потороча (бел. Валерый Валер’евіч Патароча; род. 16 апреля 1996, Козье, Гомельская область) — белорусский футболист, полузащитник клуба «Амкар».

## Карьера

### Молодёжная карьера
Начинал заниматься футболом в речицкой ДЮСШ №2 и в «Ведриче-97». В юношеском возрасте продолжил заниматься футболом в академии минского «Динамо». В 2013 году стал выступать за дублирующий состав минчан, в котором провёл 53 матча и отличился 10 голами.

### «Химик» Светлогорск
В феврале 2016 года проходил просмотр в жодинском «Торпедо-БелАЗ», однако сам футболист не подошёл клубу. В апреле 2016 года стал игроком светлогорского «Химика» из Первой Лиги. Дебютировал за клуб 16 апреля 2016 года в матче против могилёвского «Днепра», выйдя на игру в стартовом составе. Свой дебютный гол забил 14 мая 2016 года в матче против «Лиды». По ходу сезона стал ключевым игроком клуба, проведя за клуб 15 матчей, в которых отличился 3 забитыми голами.

### «Партизан» Бардеёв
В сентябре 2016 года перешёл в словацкий «Партизан» из города Бардеёв. Дебютировал за клуб 9 сентября 2016 года во Второй Лиге против кощицевского «Локомотива». Дебютный гол забил 29 апреля 2017 года в матче против клуба «Погронье». В клубе оставался игроком замены. За два сезона провёл за клуб 27 матчей во всех турнирах, в которых отличился 2 забитыми голами. В начале 2018 года покинул клуб, перейдя в чешский клуб «Сокол» из четвёртого дивизиона чешского футбола.

### «Смолевичи»
А августе 2018 года стал игроком «Смолевич» из Высшей Лиги. Дебютировал за клуб 18 августа 2018 года в матче против «Минска». Не смог закрепиться в основной команде, просиживая матчи на скамейке запасных. Провёл за клуб всего 4 матча.

### «Спутник» Речица
В январе 2019 года стал тренироваться с речицким «Спутником», а в феврале стал полноценным игроком клуба. Дебютировал за клуб 13 апреля 2019 года в матче против «Сморгони», также отличившись дебютным забитым голом, который был реализован с пенальти. С самого начала сезона закрепился в основной команде, став одним из ключевых игроков клуба. В матче 7 сентября 2019 года против «Барановичей» отличился 2 забитыми голами. В дебютном сезоне провёл за клуб 28 матчей, в которых отличился 9 забитыми голами.
К сезону 2020 года продолжил тренироваться командой. Первый матч в сезоне сыграл 18 апреля 2020 года против «Сморгони». Первый в сезоне гол забил в следующем матче 25 апреля 2020 года в матче против клуба «Ошмяны-БГУФК». Также отличился голом и в последующем матче 3 мая 2020 года против микашевичского «Гранита». Свой первый хет-трик забил 30 августа 2020 года в Кубке Беларуси в матче против бобруйской «Белшины». Один из голов футболиста, который он забил в матче против светлогорского «Химика», был признан лучшим в 17 туре Первой Лиги. В конце сентября и в октябре 2020 года провёл трёхматчевую голевую серию, в которой отличился 5 забитыми голами. В одном из этих матчей футболист записал на свой счёт еще один хет-трик, который он забил 26 сентября 2020 года против гомельского «Локомотива». Провёл за клуб в сезоне 28 матчей во всех турнирах, в которых забил 16 голов и отдал 7 результативных передач. Стал лучшим бомбардиром клуба и четвёртым в чемпионате с 13 голами, тем самым помог стать речицкому клубу чемпионом Первой Лиги.

### «Динамо-Брест»
В январе 2021 года проходил просмотр в российском клубе «Томь». В феврале 2021 года стал игроком брестского «Динамо». Начало сезона пропустил из-за травмы. Дебютировал за клуб только 18 сентября 2021 года в матче против мозырской «Славии». Также провёл оставшиеся в сезоне 7 матчей.

### «Славия-Мозырь»
В январе 2022 года стал игроком мозырской «Славии». Дебютировал за клуб 20 марта 2022 года в матче против борисовского БАТЭ. В следующем матче 3 апреля 2022 года отличился своей первой за клуб результативной передачей против «Гомеля». Затем в последующем матче 9 апреля 2022 года забил дебютный за клуб гол против минского «Динамо». Футболист быстро закрепился в основной команде клуба. По итогу сезона отличился 4 голами и 5 результативными передачами.
В декабре 2022 года продлил с мозырским клубом контракт до конца 2023 года. Новый сезон начал с матча Кубка Беларуси 5 марта 2023 года против «Слуцка». По итогу ответного кубкового матча 12 марта 2023 года вышел в полуфинал Кубка Беларуси, по сумме матчей победив слуцкий клуб. Первый матч в чемпионате сыграл 17 марта 2023 года против «Минска». Затем футболист выбыл из распоряжения клуба из-за полученной травмы. По итогу сезона футболист вместе с клубом завершил чемпионат на итоговом седьмом месте. В декабре 2023 года появилась информация, что футболист покинул мозырский клуб.

### «Белшина»
В январе 2024 года футболист перешёл в бобруйскую «Белшину».

### «Амкар»
В начале 2025 года перешел в пермский «Амкар», а в августе расторг контракт по взаимному согласию сторон. За время в «Амкаре» из-за двух травм принял участие только в двух матчах, в которых провел 28 минут и не забил голов.

## Достижения
«Спутник» Речица
- Победитель Первой лиги: 2020